# Гендерные различия в самоубийствах
| Менее чем 1.0 : 1 Менее чем 1.7 : 1 Менее чем 3.0 : 1 | Менее чем 4.0 : 1 4.0 : 1 или выше Нет данных |

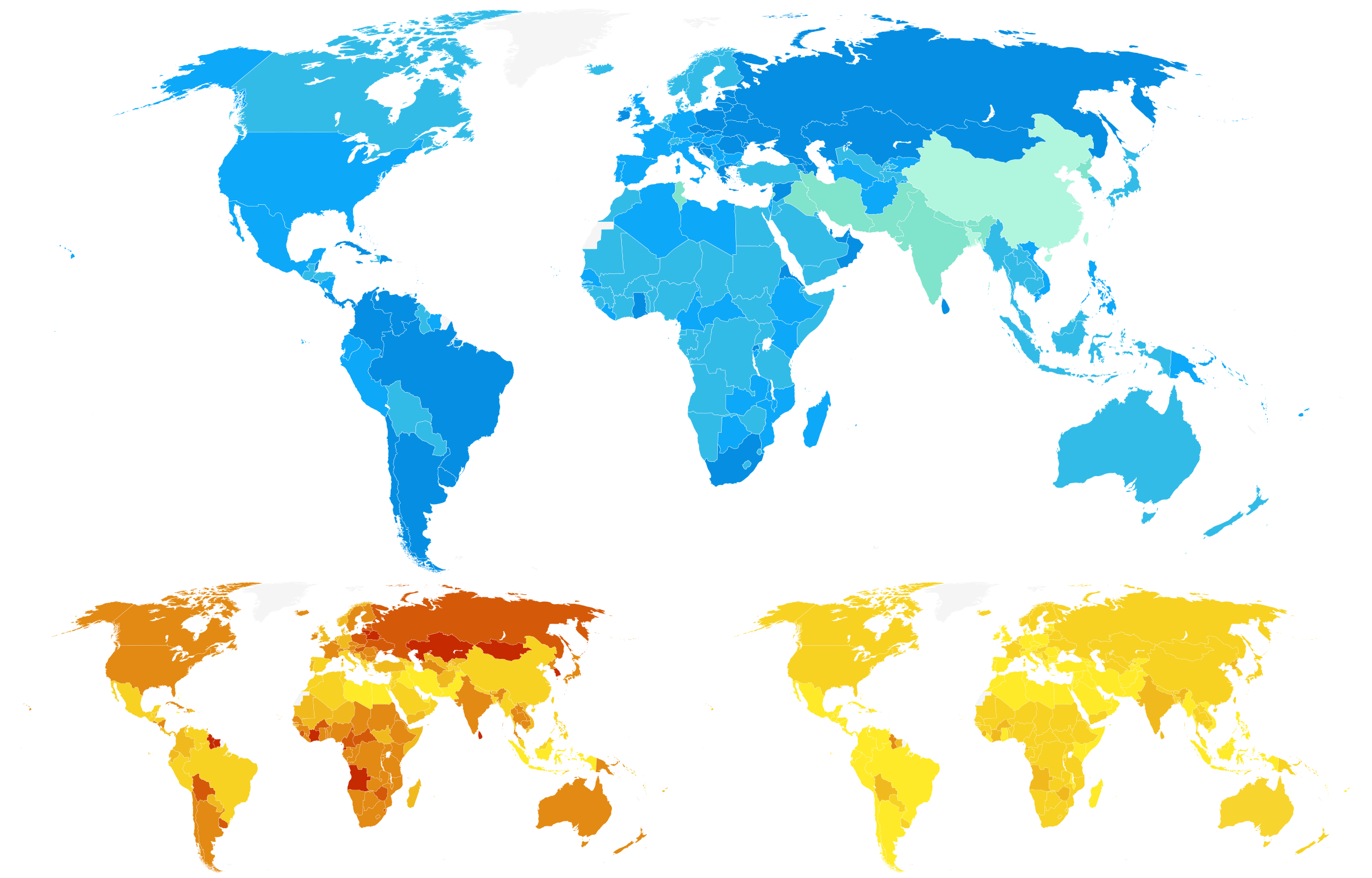
Мировая карта соотношения числа самоубийств среди мужчин и женщин в 2015 году (синий означает большее число самоубийств среди мужчин). Ниже приведены карты соотношения количества самоубийств среди мужчин (слева) и женщин (справа) на 100 000 жителей, использованные для расчёта соотношения (красный означает более высокие показатели).
Менее чем 1.0 : 1
Менее чем 1.7 : 1
Менее чем 3.0 : 1
Менее чем 4.0 : 1
4.0 : 1 или выше
Нет данных

Было доказано, что половые различия в уровне самоубийств значительны. Показатели совершённых самоубийств и суицидального поведения у мужчин и женщин различны. В то время как у женщин чаще возникают суицидальные мысли, мужчины чаще кончают жизнь самоубийством. Это также известно как гендерный парадокс самоубийств.
Во всем мире в 2008 году смертность от самоубийств среди мужчин была примерно в 1,8 раза выше, чем среди женщин, а в 2015 году — в 1,7 раза. В западном мире мужчины умирают от самоубийства в 3-4 раза чаще, чем женщины. Эта более высокая частота самоубийств среди мужчин увеличивается в возрасте старше 65 лет. Попытки самоубийства в 2-4 раза чаще встречаются среди женщин. Исследователи частично объясняют разницу между попытками и завершёнными самоубийствами среди полов тем, что мужчины используют более смертельные средства, чтобы покончить с жизнью. Масштабы суицидальных мыслей неясны, но исследования показывают, что суицидальные мысли чаще встречаются у женщин, чем у мужчин, особенно у тех, кто моложе 25 лет.

## Обзор
| Место | Регион (% от мирового населения)    | Соотношение мужчин и женщин | Уровень самоубийств (на 100,000) |
| ----- | ----------------------------------- | --------------------------- | -------------------------------- |
| 1     | Европа (13 %)                       | 4.0 : 1                     | 14.2                             |
| 2     | Америка (13.5 %)                    | 3.6 : 1                     | 7.9                              |
| 3     | Юго-Восточная Азия (26 %)           | 1.5 : 1                     | 15.6                             |
| 4     | Западная часть Тихого океана (26 %) | 1.3 : 1                     | 12.6                             |
| 5     | Африка (13 %)                       | 2.2 : 1                     | 6.4                              |
| 6     | Восточное Средиземноморье (8.5 %)   | 1.1 : 1                     | 5.6                              |
| -     | Мир                                 | 1.8 : 1                     | 11.6                             |

| Нет данных <1.0 1.0–5.0 5.0–5.8 5.8–8.5 | 8.5–12.0 12.0–19.0 19.0–22.5 22.5–26.0 26.0–29.5 | 29.5–33.0 33.0–36.5 >36.5 |

Роль пола как фактора риска самоубийства изучена достаточно глубоко. Хотя женщины демонстрируют более высокий уровень несмертельного суицидального поведения и суицидальных намерений (мыслей) и, по сообщениям, чаще пытаются покончить с собой, чем мужчины, мужчины имеют гораздо более высокий уровень завершённых самоубийств.
Согласно последним публикациям Всемирной организации здравоохранения (ВОЗ), проблемы, связанные с социальной стигмой, табу на открытое обсуждение самоубийств и низкой доступностью данных, до сих пор являются препятствиями, ведущими к низкому качеству данных как по самоубийствам, так и по попыткам самоубийства: «учитывая деликатность проблемы самоубийства — и незаконность суицидального поведения в некоторых странах — вероятно, что занижение данных и неправильная классификация являются более серьёзными проблемами для самоубийств, чем для большинства других причин смерти».

### Факторы
Многие исследователи пытались найти объяснение тому, почему пол является столь значимым показателем для самоубийства. Распространённое объяснение опирается на социальные конструкции гегемонной маскулинности и феминности. Согласно литературе по гендеру и самоубийствам, уровень самоубийств среди мужчин объясняется с точки зрения традиционных гендерных ролей. Мужские гендерные роли, как правило, подчёркивают более высокий уровень силы, независимости, рискованного поведения, экономического статуса и индивидуализма. Укрепление этой гендерной роли часто мешает мужчинам обращаться за помощью в связи с суицидальными настроениями и депрессией.
В качестве объяснения гендерного парадокса выдвигаются и другие многочисленные факторы. Отчасти разрыв можно объяснить повышенным уровнем стресса, который возникает в результате традиционных гендерных ролей. Например, смерть супруга или развод являются факторами риска самоубийства у обоих полов, но у женщин этот эффект несколько ослаблен. В западном мире женщины чаще сохраняют социальные и семейные связи, к которым они могут обратиться за поддержкой после потери супруга. Ещё один фактор, тесно связанный с гендерными ролями, — это статус занятости. Уязвимость мужчин может повышаться в период безработицы из-за ожиданий общества, согласно которым мужчины должны обеспечивать себя и свои семьи.
Отмечается, что в развивающихся странах гендерный разрыв менее заметен. Одна из теорий, выдвинутых для объяснения меньшего разрыва, заключается в увеличении бремени материнства в силу культурных норм. В регионах, где женская идентичность строится вокруг семьи, наличие маленьких детей может быть связано с более низким риском самоубийства. В то же время стигма, связанная с бесплодием или внебрачными детьми, может способствовать более высокому уровню самоубийств среди женщин.
В 2003 году группа социологов изучила гендерный разрыв и разрыв в самоубийствах, рассмотрев, как культурные факторы влияют на уровень самоубийств. Четыре культурных фактора — дистанция власти, индивидуализм, избегание неопределённости и мужественность — были измерены в 66 странах с использованием данных Всемирной организации здравоохранения. Культурные убеждения, касающиеся индивидуализма, были наиболее тесно связаны с гендерным разрывом; в странах, где индивидуализм ценится выше, наблюдался более высокий уровень самоубийств среди мужчин. Дистанция власти, определяемая как социальное разделение людей на основе финансов или статуса, отрицательно коррелировала с самоубийствами. Однако в странах с высоким уровнем дистанции власти наблюдался более высокий уровень самоубийств среди женщин. В итоге исследование показало, что стабилизирующие культурные факторы сильнее влияют на уровень самоубийств среди женщин, чем среди мужчин.

### Различие методов в зависимости от пола
Разница в показателях самоубийств среди мужчин и женщин частично объясняется способами, используемыми каждым полом. Хотя женщины совершают больше попыток самоубийства, они чаще используют методы, не приводящие к немедленному летальному исходу. Мужчины чаще совершают самоубийства с высокой смертностью, такие как повешение, отравление угарным газом и огнестрельное оружие. В отличие от женщин, которые чаще прибегают к передозировке наркотиков. Хотя передозировка может быть смертельна, она менее мгновенна, и поэтому больше шансов быть обнаруженной до наступления смерти. В Европе, где гендерные различия сильнее всего, исследование показало, что наиболее частым способом самоубийства среди представителей обоих полов является повешение; однако использование повешения было значительно выше среди мужчин (54,3 %), чем среди женщин (35,6 %). То же исследование показало, что вторыми по распространённости способами являются огнестрельное оружие (9,7 %) среди мужчин и отравление лекарственными препаратами (24,7 %) среди женщин.

### Превентивные стратегии
В США как Министерство здравоохранения и социальных служб, так и Американский фонд по предотвращению самоубийств рассматривают различные методы снижения числа самоубийств, но не признают различия в потребностях мужчин и женщин. В 2002 году Министерство здравоохранения Англии начало кампанию по профилактике самоубийств, направленную на группы повышенного риска, включая молодых мужчин, заключённых и людей с психическими расстройствами. Campaign Against Living Miserably — это благотворительная организация в Великобритании, которая пытается привлечь внимание общественности к этой проблеме. Некоторые исследования показали, что поскольку молодые женщины подвержены более высокому риску попыток самоубийства, политика, направленная на эту демографическую группу, наиболее эффективна для снижения общих показателей. Исследователи также рекомендуют более интенсивное, долгосрочное лечение и наблюдение за мужчинами, у которых наблюдаются признаки суицидальных мыслей. Изменение культурных представлений о гендерных ролях и нормах, и особенно представлений о мужественности, также может способствовать сокращению гендерного разрыва.

## Статистика
| Место | Страна    | Соотношение мужчин и женщин | Уровень самоубийств (на 100,000) |
| ----- | --------- | --------------------------- | -------------------------------- |
| 1     | Шри-Ланка | 4.4 : 1                     | 34.6                             |
| 2     | Литва     | 5.8 : 1                     | 26.1                             |
| 3     | Монголия  | 5.2 : 1                     | 28.1                             |
| 4     | Казахстан | 5.0 : 1                     | 27.5                             |
| 5     | Беларусь  | 6.5 : 1                     | 19.1                             |
| 6     | Польша    | 6.7 : 1                     | 18.5                             |
| 7     | Латвия    | 6.7 : 1                     | 17.4                             |
| 8     | Россия    | 5.8 : 1                     | 17.9                             |
| 9     | Гайана    | 3.0 : 1                     | 30.6                             |
| 10    | Суринам   | 3.3 : 1                     | 26.9                             |
| -     | Мир       | 1.7 : 1                     | 10.7                             |

Частота завершённых самоубийств значительно выше среди мужчин, чем среди женщин во всех возрастных группах в большинстве стран мира. По состоянию на 2015 год, почти две трети самоубийств в мире (что составляет около 1,5 % всех смертей) совершаются мужчинами.

### Соединенные Штаты Америки
Начиная с 1950-х годов мужчины, в основном, умирают от самоубийства в 3-5 раз чаще, чем женщины. Использование ресурсов психического здоровья может быть существенным фактором гендерных различий, способствующим уровню самоубийств в США. Исследования показали, что вероятность получения психиатрического аффективного диагноза у женщин на 13-21 % выше, чем у мужчин. 72-89 % женщин, умерших в результате самоубийства, в какой-то момент своей жизни имели контакт с профессионалом в области психического здоровья, среди мужчин этот показатель составляет 41-58 %.
В Соединенных Штатах существуют различия в гендерных показателях самоубийств в зависимости от этнической группы. По данным CDC, по состоянию на 2013 год уровень самоубийств среди белых и американских индейцев более чем в два раза выше, чем среди афроамериканцев и латиноамериканцев. Объяснения того, почему показатели попыток и завершённых самоубийств различаются в зависимости от этнической принадлежности, часто основаны на культурных различиях. Среди афроамериканских самоубийц было высказано предположение, что женщины обычно находятся в лучшем контакте с обществом и семейными отношениями, которые могут смягчить другие факторы риска самоубийства. Среди латиноамериканского населения это же исследование показало, что культурные ценности марианизма, которые подчёркивают женскую покорность и почтение к мужчинам, могут помочь объяснить более высокий уровень самоубийств среди латиноамериканок по сравнению с латиноамериканцами. Авторы этого исследования не экстраполировали свои выводы об этнической принадлежности на население за пределами США.

### Европа
Гендерный разрыв в самоубийствах, как правило, наиболее высок в западных странах. Среди европейских стран гендерный разрыв особенно велик в странах Восточной Европы, таких как Литва, Беларусь и Венгрия. Некоторые исследователи объясняют более высокие показатели в бывших советских республиках последствиями недавней политической нестабильности. Повышенное внимание к семье привело к тому, что женщины стали цениться более высоко. Быстрые экономические колебания не позволяли мужчинам полностью обеспечивать свои семьи, что мешало им выполнять свою традиционную гендерную роль. В совокупности эти факторы могут объяснить гендерный разрыв. Другие исследования показывают, что в этом может быть виноват более высокий уровень алкоголизма среди мужчин в этих странах. В 2014 году уровень самоубийств среди мужчин в возрасте до 45 лет в Великобритании достиг 15-летнего максимума и составил 78 % от общего числа в 5,140 случаев.

### Незападные страны
Более высокая смертность мужчин от самоубийств также очевидна из данных по незападным странам: Карибский бассейн, который часто считается частью Запада, является наиболее ярким примером. В 1979-81 годах из 74 стран с ненулевым уровнем самоубийств, в 69 странах уровень самоубийств среди мужчин превышал уровень самоубийств среди женщин, в двух странах уровень самоубийств среди мужчин был равным (Сейшельские острова и Кения), а в трёх странах уровень самоубийств среди женщин превышал уровень самоубийств среди мужчин (Папуа — Новая Гвинея, Макао и Французская Гвиана). На сегодняшний день контраст ещё больше: по статистике ВОЗ, Китай является единственной страной, где уровень самоубийств среди женщин соответствует или превышает уровень самоубийств среди мужчин. Барраклаф обнаружил, что показатели самоубийств среди женщин в возрасте 5-14 лет равны или превышают показатели среди мужчин только в 14 странах, в основном в Южной Америке и Азии.

### Китай
В большинстве стран большую часть завершённых самоубийств совершают мужчины, но в Китае вероятность самоубийства у женщин несколько выше, чем у мужчин. В 2015 году соотношение в Китае составляло примерно 8 мужчин на каждые 10 женщин. По данным ВТО, по состоянию на 2016 год уровень самоубийств в Китае среди мужчин и женщин был практически одинаковым — 9,1 у мужчин против 10,3 у женщин (на 100,000 человек).
Традиционные гендерные роли в Китае возлагают на женщин ответственность за сохранение счастья и целостности семьи. В литературе самоубийство для женщин в Китае рассматривается как приемлемый способ избежать позора, который они могут навлечь на себя или свою семью. Согласно исследованию 2002 года, наиболее распространёнными причинами разницы в показателях самоубийств среди мужчин и женщин являются: «более низкий статус китайских женщин, любовь, брак, супружеская неверность и семейные проблемы, способы, используемые для совершения самоубийства, и психическое здоровье китайских женщин». Другое объяснение увеличения числа самоубийств среди женщин в Китае заключается в том, что пестициды легко доступны и, как правило, используются во многих попытках самоубийства, предпринимаемых женщинами. Уровень несмертельного суицидального поведения у женщин на 40-60 % выше, чем у мужчин. Это связано с тем, что среди женщин депрессия диагностируется чаще, чем среди мужчин, а также с тем, что депрессия коррелирует с попытками самоубийства. Однако благодаря урбанизации уровень самоубийств в Китае — как среди женщин, так и среди мужчин — снизился на 64 % с 1990 по 2016 год. В мировом масштабе, по состоянию на 2018 год, Китай занимал 64-е место по количеству самоубийств, а США — 27-е место — уровень самоубийств в Китае составлял 9,7, а уровень самоубийств в США — 15,3.